# Leon Ritzen
Leon Ritzen (Genk, 17 januari 1939 – Bilzen, 12 januari 2018) was een Belgisch voetballer die als aanvaller speelde. Hij speelde lange tijd in de Eerste klasse en werd zesmaal geselecteerd als Rode Duivel.
Ritzen begon zijn carrière in 1955 bij Thor Waterschei en speelde er tien jaar. Samen met Jean 'Der Bomber' Leroux en Mantelius 'Moske' Mantels vormde hij er de zogenaamde Gouden Voorlijn. Nadat Waterschei in de derde klasse was verzeild, waar hij topschutter werd van de reeks in 1963-1964 met 46 doelpunten, trok de Brusselse toenmalige eersteklasser Racing White hem in 1965 aan. Ritzen speelde er twee seizoenen en verhuisde in 1967 naar Beerschot. Op het einde van het eerste seizoen speelde Ritzen de finale van de Beker van België tegen Club Brugge. Ritzen bracht Beerschot vroeg op voorsprong, maar Brugge kon gelijkmaken en won uiteindelijk met de strafschoppen. In 1969 trok toenmalig Tweedeklasser KFC Diest hem aan. In het eerste seizoen van Ritzen bij de club werd de promotie naar Eerste Klasse afgedwongen. Hij sloot er zijn voetbalcarrière in 1971 af. Ritzen scoorde 106 keer in eerste klasse in 219 wedstrijden.
Ritzen werd zesmaal geselecteerd voor het nationale Belgisch voetbalelftal. Als speler van Waterschei werd hij vijfmaal geselecteerd. Hij scoorde 1 doelpunt in 1960 in de vriendschappelijke partij tegen Zwitserland. In 1968 werd hij als speler van Beerschot nog eenmaal geselecteerd als Rode Duivel.
Na zijn voetbalcarrière was Ritzen nog 20 jaar actief in de banksector en daarna nog een tijdje in de vastgoedsector.
Leon Ritzen was de vader van Jurgen Ritzen, voormalig nieuwsanker van TV Limburg.